# Rayda Jacobs
Zuraida (Rayda) Jacobs (Kaapstad, 6 maart 1947 – Toronto, 29 oktober 2024) was een Engelstalige Zuid-Afrikaanse schrijfster en filmregisseuse.

## Biografie
Rayda Jacobs werd geboren op 6 maart 1947 in de buurt van Kaapstad, Zuid-Afrika. 
Zij bracht, met haar moeder, zus en broer het grootste gedeelte van haar jonge jaren door in het huis van haar grootouders in Diep River, een van de zuidelijke wijken in Kaapstad, maar verbleef ook regelmatig bij haar vader en diens (nieuwe) gezin. Ze bezocht Deep River Methodist Primary School en vervolgens South Peninsula High School. Nadat  Diep River in de zestiger jaren van de 20ste  eeuw tot blank gebied was verklaard, verhuisde het gezin naar Athlone. Na de middelbare school volgde Jacobs een opleiding tot secretaresse aan een school uitsluitend voor blanken. Met haar lichte huidskleur was het niet moeilijk, maar wel illegaal, om een blanke identiteitskaart te verkrijgen. Dit bracht haar enkele jaren later in grote problemen toen het ontdekt werd. Ze werd voor de keuze gesteld: naar de gevangenis of naar het buitenland. Ze koos voor het laatste  en vertrok  met haar oudere zus in 1968 naar Toronto, Canada. Daar huwde ze een Iraniër en kreeg twee kinderen. Na het einde van de apartheid keerde Jacobs in 1995 terug naar Kaapstad, waar ze zich vestigde in Lake Side, een wijk ten oosten van de stad. Sindsdien wijdde ze zich geheel aan het schrijven. Ze maakte ook een aantal radio- en tv  documentaires waarvoor ze mensen met verschillende religieuze achtergrond interviewde. In 2005 maakte de schrijfster de pelgrimstocht naar Mekka, waarvan ze in dagboeken verslag deed. In 2007 was ze als (mede)regisseur nauw betrokken bij de verfilming van haar boek Confessions of a Gambler. Bovendien schreef ze het script en speelde zelf de hoofdrol.

## De schrijfster
Jacobs begon al op jonge leeftijd met schrijven. Tijdens haar verblijf in Canada werd één bundel korte verhalen uitgegeven onder de titel The Middle Children, verhalen, zoals de titel al suggereert, over mensen van gemengde afkomst. Na terugkeer naar Zuid-Afrika kwam als eerste haar roman Eyes of the Sky uit, gevolgd door The Slave Book en Sachs Street. Deze boeken kunnen los van elkaar gelezen worden maar ook als  trilogie. Eyes of the Sky is het verhaal van een Nederlandse familie die zich eind 18de eeuw in Zuid-Afrika vestigt; The Slave Book is het vervolg 20 jaar later. Sachs Street gaat over moslimvrouwen in de Bo-Kaap. De rode draad in deze drie en haar latere boeken wordt gevormd door de problemen die individuen in hun persoonlijke leven ondervinden bij het  het overbruggen van  religieuze en rassentegenstellingen.
De schrijfster werd vooral succesvol met het in 2003 verschenen Confessions of a Gambler, waarin een vrome moslimvrouw verslaafd raakt aan gokken in het casino. Postcards from South Africa is een serie semi-autobiografische verhalen over het leven van een Kaaps-Maleische in Kaapstad. The Mecca Diaries brengt verslag uit van haar pelgrimage naar Mekka in 2005. My Fathers Orchid handelt over een jongen die  door zijn christelijke moeder wordt grootgebracht met zijn moslimvader op afstand. In 2008 kwam haar autobiografie uit onder de titel Masquerade, the Story of my Life. Joonie verscheen in 2011 en gaat over een misbruikt meisje uit de kleurlinggemeenschap en de gevolgen daarvan voor haar verdere leven. Het merendeel van haar boeken is uitgekomen bij Kwela en Umuzi.
Jacobs overleed op 29 oktober 2024 op 77-jarige leeftijd.

### Korte verhalen
- 1994 - The Middle Children
- 2004 - Postcards from South Africa

### Romans
- 1996 - Eyes of the Sky
- 1998 - The Slave Book, Kwela
- 2001 - Sachs Street, Kwela
- 2003 - Confessions of a Gambler (vertaling: Bekentenissen van een speler, 2006)
- 2005 - The Mecca Diaries (autobiografisch)(vertaling: Mekkadagboek, 2007)
- 2006 - My Father’s Orchid
- 2008 - Masquerade; the Story of my Life (autobiografie)
- 2011 - Joonie

## Filmografie
- 2007 - Confessions of a Gambler

## Prijzen en bekroningen
- 1997 - Herman Charles Bosman Award (Eyes of the Sky)
- 2004 - Alan Paton Award (Confessions of a Gambler)
- 2004 - Herman Charles Bosman Award (Confessions of a Gambler)
- 2004 - Sunday Times Literary Award (Confessions of a Gambler)